# Jean de Heinzelin de Braucourt
Jean de Heinzelin de Braucourt (6 de agosto de 1920 - 4 de noviembre de 1998) fue un geólogo belga, que trabajó principalmente en África.
Trabajó en la Universidad de Gante y la Universidad de Bruselas. Obtuvo fama internacional cuando en 1960 descubrió el Hueso de Ishango mientras exploraba lo que entonces era el Congo Belga.